# ATP-toernooi van Keulen 2
Het ATP-toernooi van Keulen 2 is een tennistoernooi voor mannen dat voor het eerst in 2020 op de ATP-kalender staat. Het is het eerste van 2 toernooien (naast de Bett1Hulks Indoors) die in de Duitse stad Keulen plaatsvinden; deze toernooien werden in het leven geroepen ter compensatie van de annulatie van verschillende tennistoernooien door de coronapandemie in 2020.

## Finales

### Enkelspel
| Jaar | Winnaar          | Finalist          | Score    |
| ---- | ---------------- | ----------------- | -------- |
| 2020 | Alexander Zverev | Diego Schwartzman | 6-2, 6-1 |

### Dubbelspel
| Jaar | Winnaars                    | Finalisten                  | Score    |
| ---- | --------------------------- | --------------------------- | -------- |
| 2020 | Raven Klaasen Ben McLachlan | Kevin Krawietz Andreas Mies | 6-2, 6-4 |

ITF-toernooien (mannen en vrouwen)

ATP-toernooien (mannen) – ATP-seizoen 2025

WTA-toernooien (vrouwen) – WTA-seizoen 2025

Voormalige toernooien mannen
Voormalige toernooien vrouwen
Voormalige amateurtoernooien